# William Kwong Yu Yeung
William Kwong Yu Yeung (también conocido como Bill Yeung) (en chino, 楊光宇) es un astrónomo aficionado nacido en Hong Kong residente en Canadá que usa telescopios situados en Estados Unidos.
Ha descubierto numerosos asteroides y el cometa 172P/Yeung, así como el objeto J002E3, que primero se pensó que era un asteroide, pero resultó ser parte del cohete Saturno V usado en el Apolo 12. Trabajó en el observatorio de Rock Finder (código 652) en Calgary, Alberta, y ahora trabaja desde los observatorios de Desert Beaver (código 919) y de Desert Eagle (código 333) ambos en Arizona.